# Tunggang
Tunggang is een bestuurslaag in het regentschap Lebong van de provincie Bengkulu, Indonesië. Tunggang telt 1731 inwoners (volkstelling 2010).